# Ivan Milovan
Ivan Milovan (* 22. September 1940 in Svetvinčenat, Königreich Italien, heute Kroatien) war von 1997 bis 2012  Bischof des römisch-katholischen Bistums Poreč-Pula.

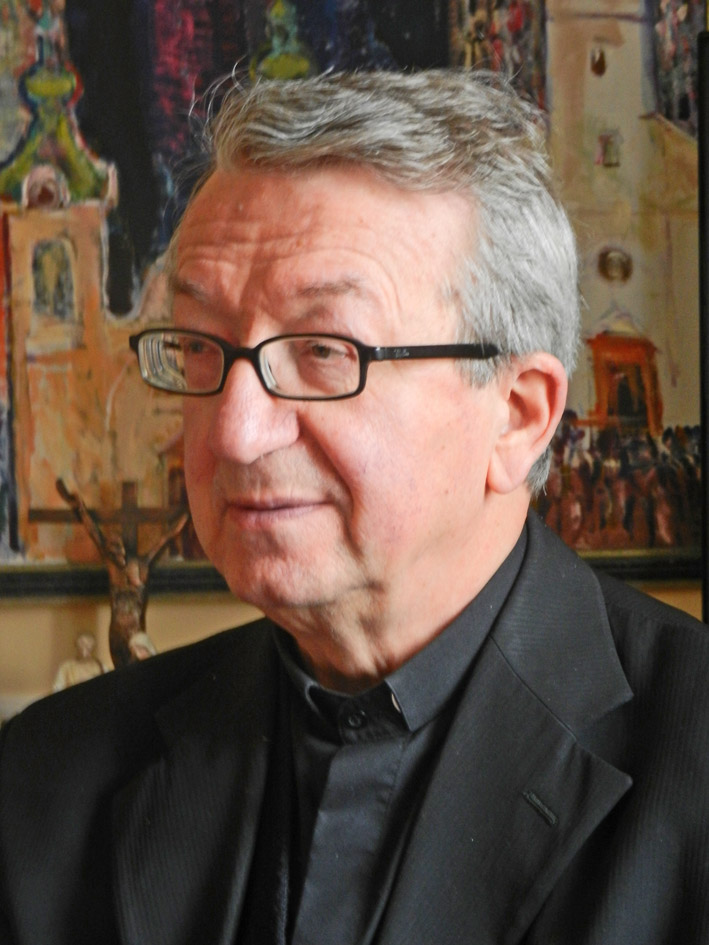
Ivan Milovan (2013)

Wappen von Ivan Milovan

## Leben
Ivan Milovan besuchte das klassische Gymnasium im Priesterseminar von Pazin. Sein Theologiestudium erfolgte zuerst an der Fakultät von Pazin, in den Jahren 1961 bis 1964 an der katholischen Fakultät zu Zagreb. Ivan Milovan wurde am 25. Juli 1964 zum Priester geweiht. Sein Magister im Fach Theologie erlangt Ivan Milovan 1965. Als Gemeindevikar fungierte Milovan in Poreč und leitete, pastoral in den Jahren 1964 bis 1965 die Pfarrgemeinde Nova Ves in Poreč. Im Jahre 1965 bis 1967 war er Gemeindevikar in Rovinj. In den Jahren 1967 bis 1970 war er als Präfekt des Priesterseminars von Pazin tätig. Als Mitarbeiter im pastoralen Dienst erfolgte seine langjährige Tätigkeit wieder in Rovinj, zwischen den Jahren 1970 bis 1981. Ebenda war er Pfarrer im Jahre 1981 bis zu seiner Ernennung zum Bischof von Poreč-Pula am 18. November 1997. Am 10. Januar 1998 erfolgte die feierliche Amtseinführung als Bischof der Diözese Poreč-Pula. Bei der Kroatischen Bischofskonferenz ist Bischof Ivan Milovan Präsident des Rates für Angelegenheiten in Fragen zu Migranten und der Migration (Soziologie).
Im Sommer 2011 wandte er sich mit der Bitte um Unterstützung im Streit mit dem Vatikan um das Kloster Dajla an die kroatische Regierung. Offenbar auf Druck des Vatikans trat Milovan im Juni 2012 zurück, sein Nachfolger als Bischof wurde Dražen Kutleša, den ihm der Vatikan bereits zuvor als Koadjutor zur Seite gestellt hatte.